# Pericallia parva
Pericallia parva är en fjärilsart som beskrevs av Wrukowsky 1935. Pericallia parva ingår i släktet Pericallia och familjen björnspinnare. Inga underarter finns listade i Catalogue of Life.